# Thorictus baudoni
Thorictus baudoni là một loài bọ cánh cứng trong họ Dermestidae. Loài này được John miêu tả khoa học năm 1967.